# جيني مقلوب (طابع)
طوابع جيني المقلوبة، (تُعرف أيضاً باسم جيني المقلوبة) هي طابع بريد أمريكي بقيمة 24 سنتاً صدر لأول مرة في 10 مايو 1918، حيث طُبعت صورة طائرة كيرتس JN-4 في وسط التصميم بالمقلوب، وهو أحد أشهر الأخطاء في مجال الطوابع البريدية الأمريكية. لم يُعثر إلا على طابع واحد من بين مائة طابع من الطوابع المقلوبة، مما يجعل هذا الخطأ من أكثر الطوابع قيمة في مجال هواية جمع الطوابع.
وقد بيع طابع جيني مقلوب واحد في مزاد روبرت أ. سيغل في نوفمبر 2007، مقابل 977,500 دولار أمريكي. وفي ديسمبر 2007، بيع جيني مقلوب واحد وكان طابع مطبعة أصلي لم يستعمل قط مقابل 825,000 دولار أمريكي. وقال سمسار البيع أن المشتري كان مديرًا تنفيذيًا في وول ستريت وكان قد خسر المزاد في الشهر السابق. وبيعت مجموعة من أربع قطع جيني مقلوبة في مزاد روبرت أ. سيغل في أكتوبر 2005 مقابل 2.7 مليون دولار. وخلال الأزمة المالية لعام 2008، تراجعت أسعار جيني المقلوبة. ففي الفترة ما بين شهري يناير وسبتمبر من عام 2014، بيعت خمسة نماذج معروضة في المزاد بمبالغ تراوحت بين 126,000 دولار أمريكي و575,100 دولار أمريكي. وفي نهاية المطاف، انتعشت الأسعار، وفي 31 مايو 2016، بيعت نسخة مقلوبة من طابع جيني ذات مركز جيد بشكل خاص، مصنفة بدرجة XF- Superb 95 من قبل خبراء الطوابع المحترفين، في مزاد سيجل بسعر 1,175,000 دولار أمريكي، وقد أدت إضافة علاوة أو عمولة المشتري بنسبة 15% إلى رفع السعر الإجمالي القياسي المدفوع لهذه النسخة إلى 1,351,250 دولار أمريكي. في 15 نوفمبر 2018، بيع الطابع رقم 49 الذي اكتشف مؤخرًا في مزاد علني في مزاد روبرت أ. سيغل للمزادات مقابل سعر المطرقة البالغ 1,350,000 دولار، مع إضافة علاوة المشتري بنسبة 18% مما رفع السعر الإجمالي إلى 1,593,000 دولار.
في 11 نوفمبر 2023، بيع طابع جيني مقلوب آخر في مزاد علني في صالات روبرت أ. سيغل للمزادات بسعر قياسي جديد بالمطرقة بلغ 1,700,000 دولار، مع علاوة مشتري بنسبة 18% مما رفع التكلفة الإجمالية إلى 2,006,000 دولار.

## خلفية
خلال العقد الأول من القرن العشرين، أجرى مكتب خدمة بريد الولايات المتحدة بعدد من التجارب التجريبية لنقل البريد جواً. وقد ظهرت هذه التجارب من خلال أول طابع بريد في العالم يصور طائرة (كُتب عليه "طائرة تحمل البريد")، وهو أحد طوابع بريد الطرود البريدية الأمريكية لعام 1912-1913. قرر مكتب البريد أخيراً تدشين الخدمة المنتظمة في 15 مايو 1918، حيث كانت الخدمة منتظمة بين واشنطن العاصمة وفيلادلفيا ومدينة نيويورك. وقد حدد مكتب البريد سعرًا مثيرًا للجدل قدره 24 سنتًا للخدمة، وهو أعلى بكثير من 3 سنتات لبريد الدرجة الأولى في ذلك الوقت. كانت قيمة البريد تعادل 5.02 دولار أمريكي في عام 2024. قرر مكتب البريد إصدار طابع بريد جديد لهذا السعر فقط، مطبوع بشكل وطني باللونين الأحمر والأزرق، ويصور طائرة كورتيس جيني JN-4HM، وهي طائرة ذات سطحين معدلة خصيصاً لنقل البريد. ويبدو أن مصمم الطابع، كلير أوبري هيوستن، قد عانى في الحصول على صورة ضوئية لهذا الطراز المعدل (المنتج عن طريق إزالة مقعد الطيار الثاني من الطائرة JN-4HT لتوفير مساحة لحقائب وطرود البريد، وزيادة سعة الوقود). ونظرًا لوجود ست طائرات فقط من هذا الطراز، كانت هناك فرصة بنسبة 1 إلى 6 لاختيار الطائرة المرسومة على الطابع الذي رسمهُ ماركوس بالدوين - جيني رقم 38262 - لإطلاق أول رحلة بريد جوي في ثلاث مدن؛ وكانت الطائرة التي على الطابع بالفعل أول طائرة تغادر واشنطن في 15 مايو، حيث أقلعت في الساعة 11:47 صباحًا.
نُفِّذت مهمة تصميم الطابع الجديد وطباعته على عجل شديد؛ حيث بدأ النقش في 4 مايو فقط، وبدأت طباعة الطابع في 10 مايو (يوم جمعة)، في صحائف ورق من 100 ورقة (على عكس ما جرت عليهِ العادة بطباعة 400 ورقة في المرة الواحدة وتقطيعها إلى 100 طابع). ونظراً لأن الطابع طُبع بلونين، كان لا بد من وضع كل صحيفة في المطبعة المسطحة مرتين، وهي عملية معرضة للخطأ أدت إلى أخطاء في طوابع عامي 1869 و1901، وقد عُثر على ثلاث صحائف على الأقل طُبعت بشكل خاطئ أثناء عملية الإنتاج وجرى إتلافها. ويُعتقد أن جزءًا واحدًا فقط من صحيفة 100 طابع مطبوع طباعةً خاطئة قد مرّ دون أن يلاحظهُ أحد.
اعتقد العديد من هواة جمع الطوابع منذ فترة طويلة أن الجزء الأزرق المستوي قد طُبع أولاً، وبالتالي كانت الإطارات الحمراء هي التي طُبعت في الواقع مقلوبة. ولكن الحقيقة، إن الإطارات طُبعت أولاً، والطائرة هي التي كانت مقلوبة.
في الحالات التي تكون فيها صورة الطائرة بعيدة جدًا عن المركز لدرجة تداخلها مع الإطارات، يُلاحظ أن الحبر الأزرق المستخدم لطباعة الطائرة يقع فوق الحبر الأحمر المستخدم لطباعة الإطارات. يقدم متحف سميثسونيان الوطني للبريد تفسيرين لكيفية حدوث ذلك: إما أن ورقة من الإطارات المطبوعة وُضعت في المطبعة مقلوبة لطباعة الطائرة؛ أو أن لوحة الطباعة المستخدمة لطباعة الطائرات وُضعت مقلوبة داخل المطبعة.
وصلت الشحنات الأولية إلى مكاتب البريد يوم الاثنين، 13 مايو. وإدراكًا لاحتمالية وجود طوابع معكوسة، توجه عدد من هواة جمع الطوابع إلى مكاتب البريد المحلية لشراء الطوابع الجديدة والتحقق من وجود أي خطأ في طابع طبع بالمقلوب. وكان جامع الطوابع ويليام ت. روبي واحدًا منهم؛ فقد كتب إلى صديق لهُ في 10 مايو قائلًا: "قد يهمك معرفة أن التصميم يتكون من جزأين، أحدهما مُضاف إلى الآخر، مثل إصدارات عموم أمريكا. أعتقد أنه من المفيد البحث عن طوابع مقلوبة نظرًا لهذا". في 14 مايو، ذهب روبي إلى مكتب البريد لشراء الطوابع الجديدة، وكما كتب لاحقًا، عندما أحضر الموظف ورقة من الطوابع المعكوسة، "توقف قلبي". دفع ثمن الورقة وطلب رؤية المزيد، لكن بقية الأوراق كانت عادية. قال موظف البريد الذي باع الورقة لاحقًا إنه لم يدرك أن الصورة كانت مقلوبة لأنه لم يسبق لهُ رؤية طائرة من قبل.
التفاصيل الإضافية لأحداث ذلك اليوم غير مؤكدة تمامًا - فقد قدّم روبي ثلاث روايات مختلفة لاحقًا - لكنه بدأ بالاتصال بتجار الطوابع والصحفيين لإبلاغهم بما وجده. بعد أسبوع شهد زيارات من مفتشي البريد الذين حاولوا استردادها، وإخفاء الورقة تحت فراشه، باع روبي الورقة إلى تاجر الطوابع الشهير يوجين كلاين مقابل 15,000 دولار. نشر كلاين إعلانًا على الصفحة الأولى من صحيفة "أخبار الطوابع الأسبوعية" الصادرة في 25 مايو 1918، يعرض فيهِ بيع نسخ من الورقة المقلوبة (250 دولارًا للنماذج المثقوبة بالكامل، و175 دولارًا للطوابع ذات الحافة المستقيمة الواحدة)، لكنهُ أعلن في الأسبوع التالي أن أحد هواة جمع الطوابع قد اشترى الورقة كاملةً. كان المشتري الذي دفع 20,000 دولار، هو "العقيد" إدوارد غرين، نجل هيتي غرين.
نصح كلاين غرين بأن قيمة الطوابع ستكون أعلى عند بيعها منفردة بدلاً من بيعها كطوابع فردية، فوافق غرين. تبرع بطابع واحد (بيع في مزاد علني مقابل 300 دولار) للصليب الأحمر دعماً لجهوده الحربية، مع الاحتفاظ بواحد وأربعين طابعاً في مجموعته الخاصة، بما في ذلك كتلة رقم اللوحة (ثمانية طوابع في البداية) وعدة كتل من أربعة طوابع. بيعت بقية الطوابع بأسعار متزايدة باستمرار من خلال كلاين، الذي احتفظ بكتلة من أربعة طوابع لنفسه. وضع غرين نسخة واحدة في قلادة لزوجته. عرضت هذه القلادة المصنوعة من الذهب والزجاج طابع جيني المقلوب على أحد وجهيها، وطابع جيني "عادي" على الوجه الآخر. عُرضت هذه القلادة للبيع لأول مرة في 18 مايو 2002، في مزاد سيجل أوكشن غاليريز للقطع النادرة. لم تُبع في المزاد، لكن الصحافة المتخصصة في هواة جمع الطوابع أفادت بأنه تم الترتيب لبيعها لاحقاً بموجب عقد خاص بسعر غير معروف.
لطالما ذكرت الأدبيات المتعلقة بهواة جمع الطوابع أن سبعة طوابع قد فُقدت أو دُمرت نتيجة السرقة أو سوء التعامل. ومع ذلك، في عام 2007، كُشف عن نسخة لم تُرَ منذ أن فكك يوجين كلاين الصفحة، وعُرضت في مزاد علني في يونيو من ذلك العام. وتضررت عدة طوابع أخرى، بما في ذلك طابع سحبته مكنسة كهربائية. ويبدو أن زوجة غرين أرسلت واحدًا، وهو، رغم استعادته، العينة الملغاة الوحيدة. في الواقع، لا توجد أي من طوابع جيني مقلوب بحالة جيدة، لأن كلاين كتب رقمًا بقلم رصاص خفيف على ظهر كل طابع (من 1 إلى 10 في الصف العلوي إلى 91 إلى 100 في الصف السفلي) لتحديد موقعه الأصلي على الصفحة.
لعدة سنوات، كان من المعروف أن خمسة طوابع فقط قد نجت في حالة غير مفصلية أبدًا. أحد هذه الأمثلة هي نسخة الميدالية، والتي، مع ذلك، تعاني من مشكلة أخرى في حالتها: ثنية الزاوية في أسفل اليمين ربما حدثت أثناء وضعها خلف الزجاج.

## الطابع المشهور

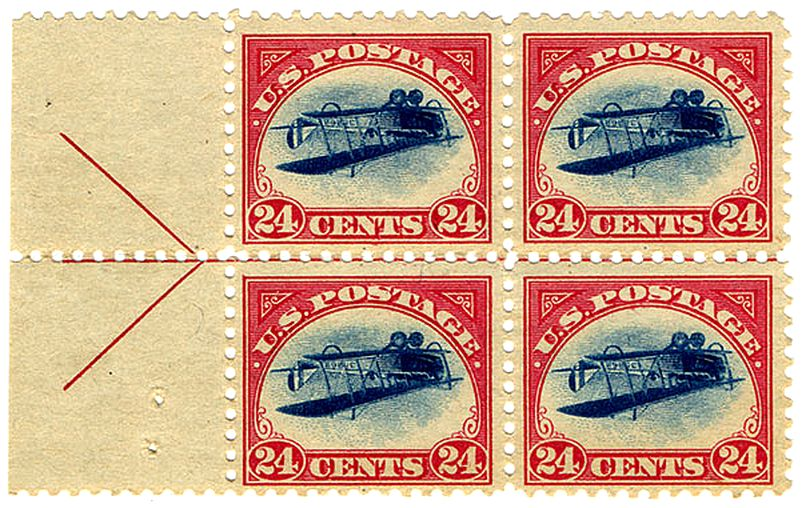
مجموعة من طوابع جيني المقلوبة، إصدار عام 1918، وهي عبارة عن مجموعة من أربعة طوابع، مع سهم خط الوسط على اليسار

بصرف النظر عن طباعة الطائرة ثنائية السطح رأسًا على عقب، فقد اشتهرت جيني المقلوبة لأسباب أخرى أيضًا. اشترى بنيامين كورتز ميلر، أحد أوائل المشترين لهذه المقلوبات، 10 في المجموع، الطابع مقابل 250 دولارًا. سُرقت جيني المقلوبة لميلر، الموضع 18 على الورقة، في عام 1977 ولكن استردت في أوائل عقد الثمانينيات، على الرغم من أنه لسوء الحظ، قطعت منها الثقوب العلوية لمنع التعرف عليها على أنها طابع ميلر المسروق. جعل هذا التشويه الطابع يبدو كما لو كان من الصف العلوي من الورقة، وعبث بترقيم كلاين على ظهرهِ وفقًا لذلك من أجل إخفاء الطابع على أنه الموضع 9 - وهي قطعة تضليل ذكية تأسست على معرفة أن الموضع 9 لم يظهر أبدًا في السوق: في الواقع، ظهر الموضع 9 الحقيقي بعد عقود كنسخة الميدالية. (كانت النسخة الأصلية ذات الحواف المستقيمة ستكلف ميلر 175 دولارًا فقط). ومع ذلك، فقد أدى هذا الطابع المسروق والمفقود إلى ارتفاع قيمة الـ 99 طابعًا الأخرى. كانت تلك الطوابع المقلوبة هي العنصر الرئيسي في معرض "الندرة المكشوفة" الذي أقامه متحف سميثسونيان الوطني للبريد، للسنوات 2007-2009. وكانت "جيني المقلوبة" أكثر الطوابع البريدية طلبًا من زوار المتحف.

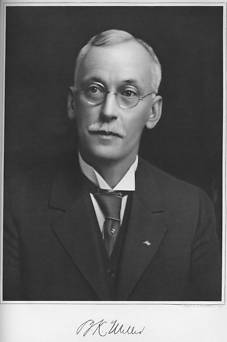
بنيامين كورتز ميلر

في عام 2014، جددت وسائل الإعلام الجماهيرية الاهتمام العام الكامن منذ فترة طويلة بسرقة عام 1955 لعينة جيني الأكثر إثارة. لقد كانت هذه المجموعة من أربعة طوابع (المواضع 65، 66، 75، 76) بخط إرشادي أحمر عمودي يمر عبر مركزها، مملوكة لجامعة الطوابع إثيل ماكوي، والتي سُرقت من معرض طوابع في فندق نورفولك حيث كانت تُعرض. لم يعثر على الطابع الموجود في أعلى اليمين من هذه الكتلة أبدًا؛ ظهر الطابعان الأيسران في عقد السبعينيات كنسختين فرديتين معروضتين في فهارس المزادات واستعادهما مكتب التحقيقات الفيدرالي، على الرغم من أنهما كانا مموهين بتشويه بسيط: حيث قص أو كشط أجزاء من ثقوب الحافة اليمنى التي كانت أجزاء من خط الإرشاد مرئية عليها في الأصل لإزالة الحبر الأحمر. جعلت وصية السيدة ماكوي مكتبة أبحاث الطوابع الأمريكية المالك القانوني لجميع الطوابع الأربعة في الكتلة. في عام 2014، عرض دونالد سوندمان، من شركة ميستيك للطوابع، مكافأة مالية قدرها 100 ألف دولار أمريكي - 50 ألف دولار أمريكي للطابعين المفقودين - لمن يُعيدهما إلى مالكهما الشرعي. نُشر هذا العرض في صحيفة نيويورك تايمز وعلى شبكات الأخبار الوطنية.
في أبريل 2016، عُرض طابع ثالث من كتلة مكوي المسروقة في مزاد دار سبينك يو إس إيه. كان البائع مواطنًا بريطانيًا في العشرينيات من عمرهِ، ادعى أنه ورث الطابع عن جدهِ، ولم يكن يعرف الكثير عن مصدرهِ. كشف الفحص أن الطابع جاء من الموضع 76 في الجزء رقم 100. أعلنت مكتبة أبحاث الطوابع الأمريكية أنها ستعمل على استحواذها على الطابع بمجرد انتهاء تحقيق مكتب التحقيقات الفيدرالي وتسوية المسائل القانونية الأخرى. الطابع الوحيد الذي بقي مفقوداً هو الطابع في الموضع رقم 66.
لقد شوه مزورو الطوابع ما لا يقل عن أربع نسخ إضافية من طوابع جيني المقلوبة (المواضع 4 و5 و6 و8)، مما أدى إلى تشويهها بثقوب زائفة في الأعلى (كانت هذه نسخًا من الصف الأفقي الأول من الورقة، وكانت جميعها في الأصل ذات حافة مستقيمة في الأعلى. وقد قصت الثقوب الزائفة في الموضع 4، ولكن لا تزال آثارها واضحة على طول الهامش الضيق المتبقي).
في عام 2019، باع الموسيقي، البالغ من العمر 31 عامًا، نجل بيل غروس، مجموعة من خمسة طوابع قيّمة، من بينها طابع "جيني المقلوب"، بمبلغ إجمالي قدره 109 مليون دولار، متجاهلًا رغبة والده. ويزعم والده أنه أهدى كلًا من أبنائه الثلاثة طوابع "جيني" لا تُقدر بثمن قبل سبع سنوات، بشرط أن يرثها أحفاده في نهاية المطاف. وفي مارس 2020، بيع طابع "جيني المقلوب" (تسلسل رقم 95) لجامع الطوابع تريفور فريد في فورت لودرديل، بولا ية فلوريدا.
في 15 نوفمبر 2023، بيع طابع جيني المقلوب إلى جامع الطوابع، تشارلز هاك، في مزاد بنيويورك مقابل مليوني دولار، وهو أعلى سعر قدم على الإطلاق لهذهِ القطعة النادرة. في عام 1982، كانت قيمة دليل سكوت لطابع مقلوب واحد 145000 دولار.
إن طابع جيني المقلوب مشهور جدًا في مجتمع هواة جمع الطوابع - وعامة الناس أيضًا - لدرجة أن التاريخ الكامل لجميع مبيعات الطابع وثق علنًا.

## مقايضة نادرة

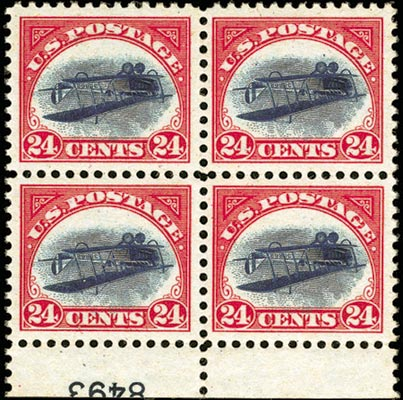
لوحة مجموعة طوابع جيني المقلوبة المكونة من أربع قطع (لاحظ أن رقم اللوحة الزرقاء مقلوب أيضًا). اعتبارًا من يونيو 2015، كانت مملوكة لمصمم الأحذية وجامعها ستيوارت فايتزمان.

في مزادٍ لتركة غرين عام 1944، بيعت لوحة أرقام فريدة من نوعها، مؤلفة من ثمانية طوابع، مقابل 27 ألف دولار أمريكي لجامع التحف آموس إينو، الذي أزال أربعة طوابع منها. أما اللوحة المخفضة، فلم تُباع إلا بـ 18250 دولارًا أمريكيًا عند بيع تركة إينو بعد عشر سنوات. وبحلول عام 1971، ارتفع سعرها إلى 150 ألف دولار أمريكي. في نهاية المطاف، في أواخر أكتوبر 2005، اشترى مشترٍ مجهول الهوية آنذاك هذه اللوحة المكونة من أربعة طوابع مقابل 2,970,000 دولار أمريكي. وتبين أن المشتري هو الممول الأمريكي بيل غروس. وبعد شرائه لمجموعة طوابع "جيني المقلوبة" بفترة وجيزة، بادلها مع دونالد سوندمان، رئيس شركة ميستيك للطوابع، وهي شركة تاجر طوابع، مقابل أحد نموذجين معروفين فقط من طابع "يو إس إيه 1 سنت زد جريل". بإتمام هذه الصفقة، أصبح غروس مالك المجموعة الكاملة الوحيدة من طوابع الولايات المتحدة الأمريكية من القرن التاسع عشر.

## قضية تزوير 2006
في نوفمبر 2006، ادعى العاملون في الانتخابات في مقاطعة بروارد بولاية فلوريدا أنهم عثروا على جيني مقلوبة ملصقة على مظروف اقتراع غيابي. لم يرفق المرسل أي بطاقة هوية مع بطاقة الاقتراع، مما أدى تلقائيًا إلى استبعاد بطاقة الاقتراع. لاحظ بيتر ماستر انجيلو، المدير التنفيذي للجمعية الأمريكية لهواة جمع الطوابع، أن الطابع كان مختلفًا عن النسخ المعروفة، ويرجع ذلك جزئيًا إلى ثقوبهِ، على الرغم من أن الألوان قد نسخت بدقة. أكدت التحقيقات الإضافية، التي نُشرت في الشهر التالي، أن الطابع كان مزورًا.

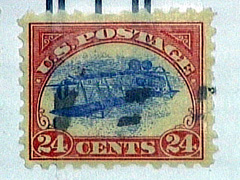
التزوير للطابع

## ورقة تذكارية للذكرى الـ 95
في 22 سبتمبر 2013، أصدرت الخدمة البريدية للولايات المتحدة ورقة طوابع تذكارية توضح ستة نماذج من الطابع المقلوب بقيمة 2 دولار بدلاً من 24 سنتًا الأصلي. وبيعت الأوراق بالقيمة الاسمية، 12 دولارًا (بيعت هذه الورقة كأوراق تذكارية من ستة طوابع فقط وليس كطوابع فردية بقيمة 2 دولار). كما قدم العديد من العينات الخاصة لهواة جمع الطوابع مقابل علاوة.
وبالإضافة إلى 2.2 مليون ورقة تذكارية مطبوعة لطابع الطائرة مقلوبة، أعلنت إدارة البريد أنها طبعت أيضًا 100 ورقة تذكارية للطائرة غير المقلوبة "جيني غير مقلوبة"، حيث تحلق الطائرة على الجانب الأيمن لأعلى. غلفت جميع الأوراق بشكل فردي في مظاريف مختومة لإعادة إثارة العثور على جيني مقلوبة عند فتح المظروف ولتجنب إمكانية اكتشاف جيني مصححة قبل الشراء. يجد الأفراد الذين يشترون واحدة من 100 ورقة من أوراق جيني غير المقلوبة ملاحظة تهنئة داخل الغلاف تطلب منهم الاتصال برقم هاتف لاستلام شهادة تقدير موقعة من مدير عام البريد باتريك دوناهو.
بيعت ورقة طوابع تذكارية غير مقلوبة اشتراها جيل وديفيد روبنسون من ريتشموند، بولاية فيرجينيا، في يونيو 2014 من قبل مزادات سيجل "نوادر العالم" مقابل 51,750 دولارًا أمريكيًا، مع علاوة المشتري البالغة 15%.
في عام 2015 وصف المفتش العام للخدمة البريدية إصدار بعض أوراق البريد الجوي لطابع جيني غير المقلوبة على الجانب الأيمن لأعلى بأنه غير سليم لأن اللوائح لا تسمح بإنشاء وتوزيع أخطاء متعمدة في الطوابع. كان المستشار العام للخدمة على علم بالخطة ولكن لم تحصل الموافقة الرسمية من قبل الإدارة القانونية. كما تبين أيضًا أن مركز استيفاء الطوابع التابع للدائرة في ميسوري فشل عن طريق الخطأ في توزيع 23 من أصل 30 ورقة من المفترض أن يخلطها عشوائيًا مع الطلبيات (ذهبت الـ70 الأخرى إلى مكاتب البريد المحلية). وبالتالي لم توفر حتى الـ 100 الموعودة للجمهور.

## إهداء الطابع ضمن موقع StampWants.com
كما هو مذكور في أخبار الطوابع ليني، في 12 يناير 2008، قامت StampWants.com (سوق عبر الإنترنت للطوابع، المعروفة الآن باسم bidStart.com) بإهداء طابع جيني المقلوب، بعد حملة ترويجية استمرت لمدة عام قامت بها الشركة. وكان هذا الطابع هو الأغلى من نوعه الذي أهدي للفائزين في أي نوع من الحملات الترويجية. وكان الفائز في السحب هو جون شيدلوك من كاليفورنيا، وقدم الطابع لهُ من قبل ملكة جمال نيوجيرسي آنذاك، إيمي بولومبو.

## الطابع المفقود في المركز 49
في 6 سبتمبر 2018، أفادت صحيفة نيويورك تايمز أن المؤسسة الفيلاتيليكية قد وثقت طابع "جيني" المقلوب الذي لم يُر منذ تقسيم الورقة الأصلية المكونة من 100 طابع في عام 1918. إنها النسخة السادسة غير المثبتة، "جيني" المفقودة منذ فترة طويلة في الموضع رقم 49. في 15 نوفمبر 2018، بيعت نسخة الطابع المفقود في مزاد من قبل صالات مزاد روبرت أ. سيغيل مقابل المبلغ القياسي آنذاك البالغ 1,593,000 دولار (بما في ذلك 18% كعلاوة على المشتري).

## التراث الشعبي
ظهر طابع جيني المقلوب في عدة برامج تلفازية وأفلام، بما في ذلك فيلم "ملايين بروستر" عام 1985، وحلقة 1993 "رباعية حلاقة هومر" من المسلسل الكرتوني "عائلة سيمبسون"، وحلقة "خاتم الأبدية" من مسلسل "حرب فويل"، وحلقة 2019 "عائلة واحدة سعيدة" من الدراما القانونية "للشعب". الأغنية التي تحمل عنوان "اقلب الجيني" لعام 2024: (سارة وكلمة السر) تدور حول الطابع. بينما لم يُذكر اسمه، عثر دونالد داك على طابع بريد جوي (طبع بشكل خاطيء بالمقلوب) كان ثمنه 24 سنت أمريكي، والذي يُوصف بأنه أندر طابع أمريكي، في القصة "حفرة المال".